# Acadêmicos de Miguel Couto
Acadêmicos de Miguel Couto foi uma agremiação carnavalesca de Nova Iguaçu, RJ, Estava sediada na Rua São Pedro, 14, no bairro Miguel Couto, e seu último presidente foi Jorge Moura da Cunha.
A entidade foi por algum tempo um bloco carnavalesco e depois escola de samba, competindo no Carnaval de Nova Iguaçu. Nela desfilaram vários nomes relevantes do samba, tais como Antonio Menílson Bezerra (Menílson do Som), Tia Dayse, fundadora e primeira porta-bandeira da escola, Edson Bombeiro, Caboré e Neguinho da Beija-Flor. Este último chegou na escola na década de 1960, aos 16 anos, quando, segundo afirma, a agremiação desfilava com algo entre 80 a 150 componentes. Neguinho permaneceu lá por apenas dois anos, indo para o Leão de Nova Iguaçu aos 18 anos.
Seu CNPJ foi aberto em 1977.
Foi declarada de utilidade pública pela lei municipal 024/1975.
Em 1984, após o Carnaval, convocada uma assembleia-geral, para o dia 3 de maio, onde era colocada em pauta a fusão entre o Acadêmicos de Miguel Couto e o bloco carnavalesco Suco de Camarão, da Penha.